# WWE Night of Champions (2023)
WWE Night of Champions 2023 war eine Wrestling-Veranstaltung der WWE, die als Pay-per-View auf dem WWE Network und dem Streaming-Portal Peacock ausgestrahlt wurde. Sie fand am 27. Mai 2023 im Jeddah Super Dome in Jeddah, Saudi-Arabien statt. Es war die 10. Austragung der WWE Night of Champions seit 2007.

## Hintergrund
Im Vorfeld der Veranstaltung wurden sieben Matches angesetzt. Diese resultierten aus den Storylines, die in den Wochen vor dem Pay-Per-View bei Raw und SmackDown, den wöchentlichen Shows der WWE gezeigt wurden.

## Ergebnisse
| Matchart                                                   |                               |      |                             | Zeit  |
| ---------------------------------------------------------- | ----------------------------- | ---- | --------------------------- | ----- |
| Singles-Match um die World Heavyweight Championship        | Seth Rollins                  | bes. | AJ Styles                   | 20:39 |
| Singles-Match                                              | Trish Stratus                 | bes. | Becky Lynch                 | 14:51 |
| Tag-Team-Match um die WWE Intercontinental Championship    | Gunther (C)                   | bes. | Mustafa Ali                 | 8:31  |
| Singles-Match um die Raw Women’s Championship              | Asuka                         | bes. | Bianca Belair (C)           | 14:57 |
| Singles-Match um die SmackDown Women’s Championship        | Rhea Ripley (C)               | bes. | Natalya                     | 1:08  |
| Singles-Match                                              | Brock Lesnar                  | bes. | Cody Rhodes                 | 9:37  |
| Tag-Team-Match um die Undisputed WWE Tag Team Championship | Sami Zayn und Kevin Owens (C) | bes. | Roman Reigns und Solo Sikoa | 26:23 |

| Funktion      | Name            |
| ------------- | --------------- |
| Kommentatoren | Wade Barrett    |
| Kommentatoren | Michael Cole    |
| Pre-Show      | Kayla Braxton   |
| Pre-Show      | Peter Rosenberg |
| Pre-Show      | Matt Camp       |
| Ringansager   | Mike Rome       |